# Hadena glaucopis
Hadena glaucopis är en fjärilsart som beskrevs av George Francis Hampson 1903. Hadena glaucopis ingår i släktet Hadena och familjen nattflyn. Inga underarter finns listade i Catalogue of Life.